# Heinrich Tessenow
Heinrich Tessenow (ur. 7 kwietnia 1876 w Rostocku, zm. 1 listopada 1950 w Berlinie) – niemiecki architekt. Postulował architekturę prostą i związaną organicznie z naturą, zwaną Reformarchitektur, będącą całkowitym przeciwieństwem secesji. Stworzył projekty miast-ogrodów: Magdeburga-Hopfengarten i Drezna-Hellerau. Był autorem publikacji teoretycznych na temat architektury.

## Życiorys
Po ukończeniu szkoły średniej pracował w warsztacie stolarskim ojca i uczęszczał do szkoły rzemiosła budowlanego. Następnie studiował na politechnice w Monachium.
Po ukończeniu studiów pracował jako nauczyciel w szkołach rzemiosła budowlanego, a w latach 1909–1911 jako asystent na Politechnice w Dreźnie. Był też wykładowcą w Niemieckich Warsztatach Hellerau, w Trewirze i Wiedniu.
W latach 1920–1926 był profesorem Akademii Sztuk Pięknych w Dreźnie, a od 1926 do 1941 roku politechniki w Berlinie, gdzie był przełożonym asystenta Alberta Speera. Po II wojnie światowej kontynuował działalność na politechnice w Berlinie.
W swojej twórczości Tessenow odrzucał wystrój, był zwolennikiem surowej, monumentalnej architektury. Projektował miasta-ogrody, domy mieszkalne i szkoły. Do najważniejszych dzieł Tessenowa zaliczają się teatr festiwalowy i osiedle mieszkaniowe w Dreźnie-Hellerau, miasto-ogród w Magdeburgu-Hopfengarten oraz most na Łabie w Miśni.
W Berlinie zaprojektował wnętrze Nowego Odwachu jako miejsca pamięci poległych w I wojnie światowej.

## Galeria

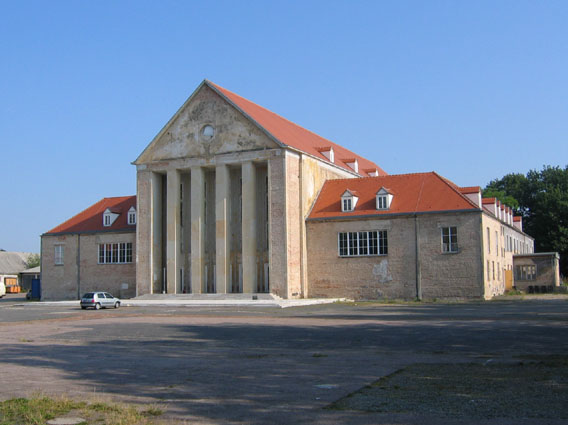
Teatr festiwalowy w Dreźnie-Hellerau
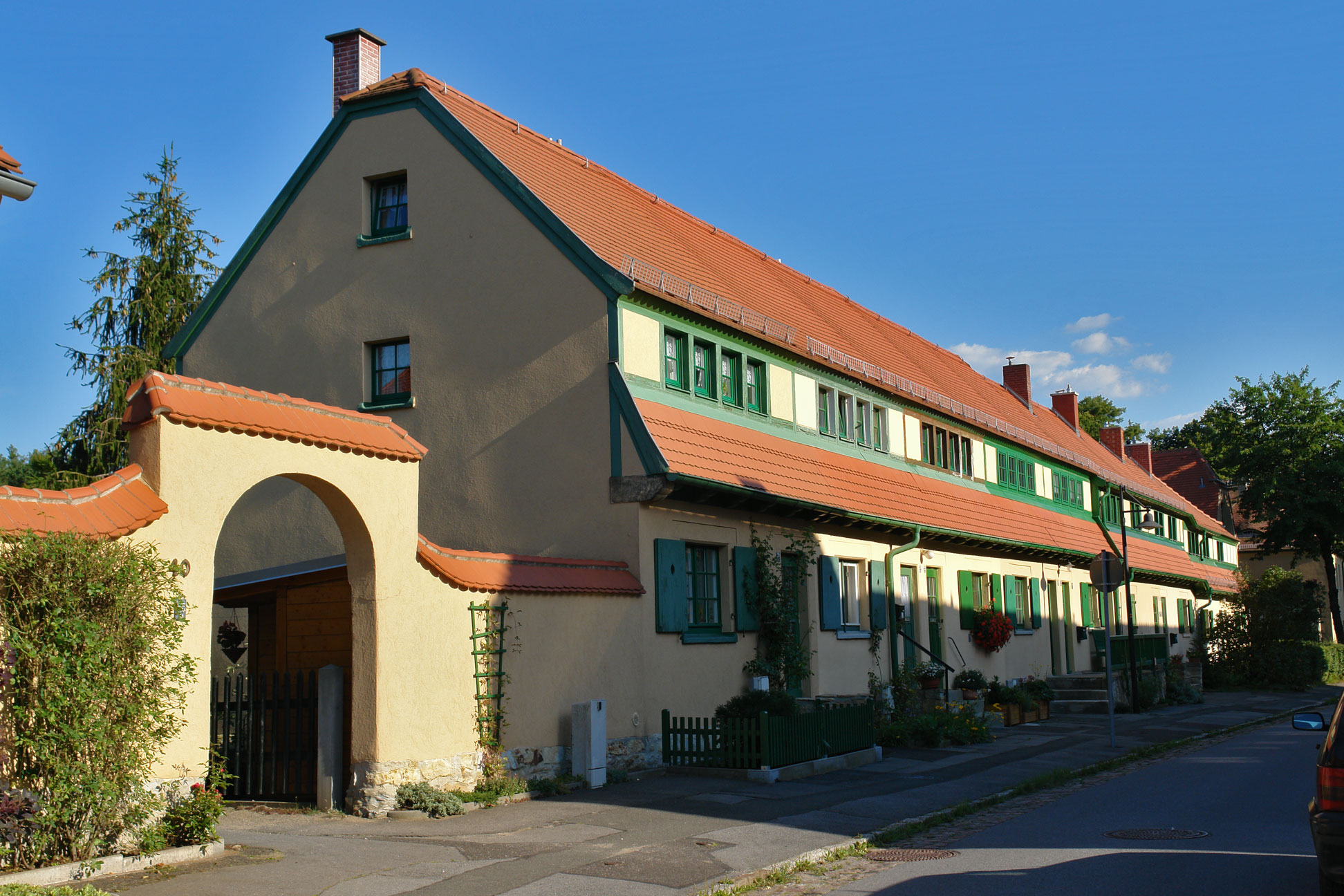
Miasto-ogród w Dreźnie-Hellerau
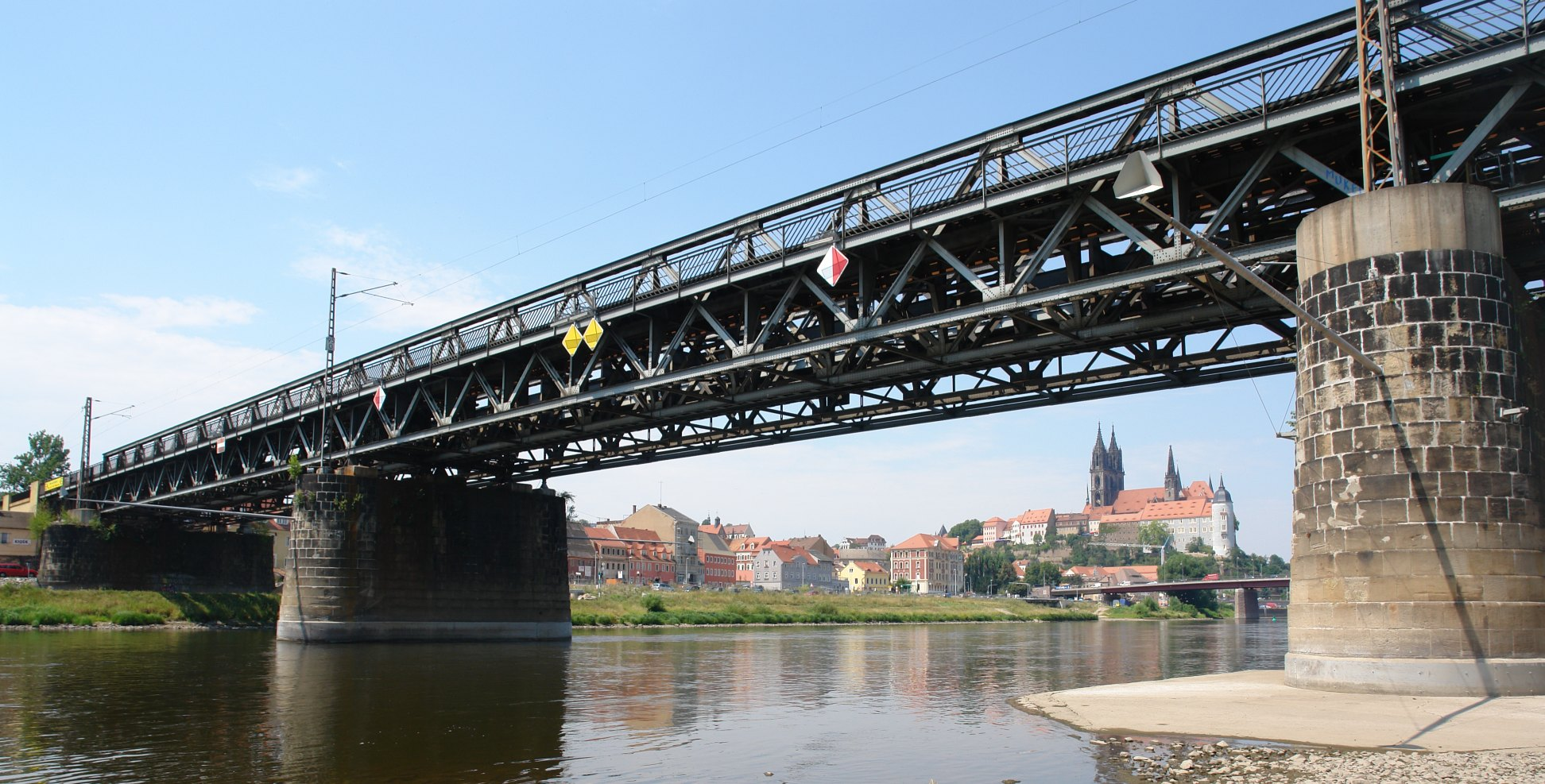
Most kolejowy nad Łabą w Miśni
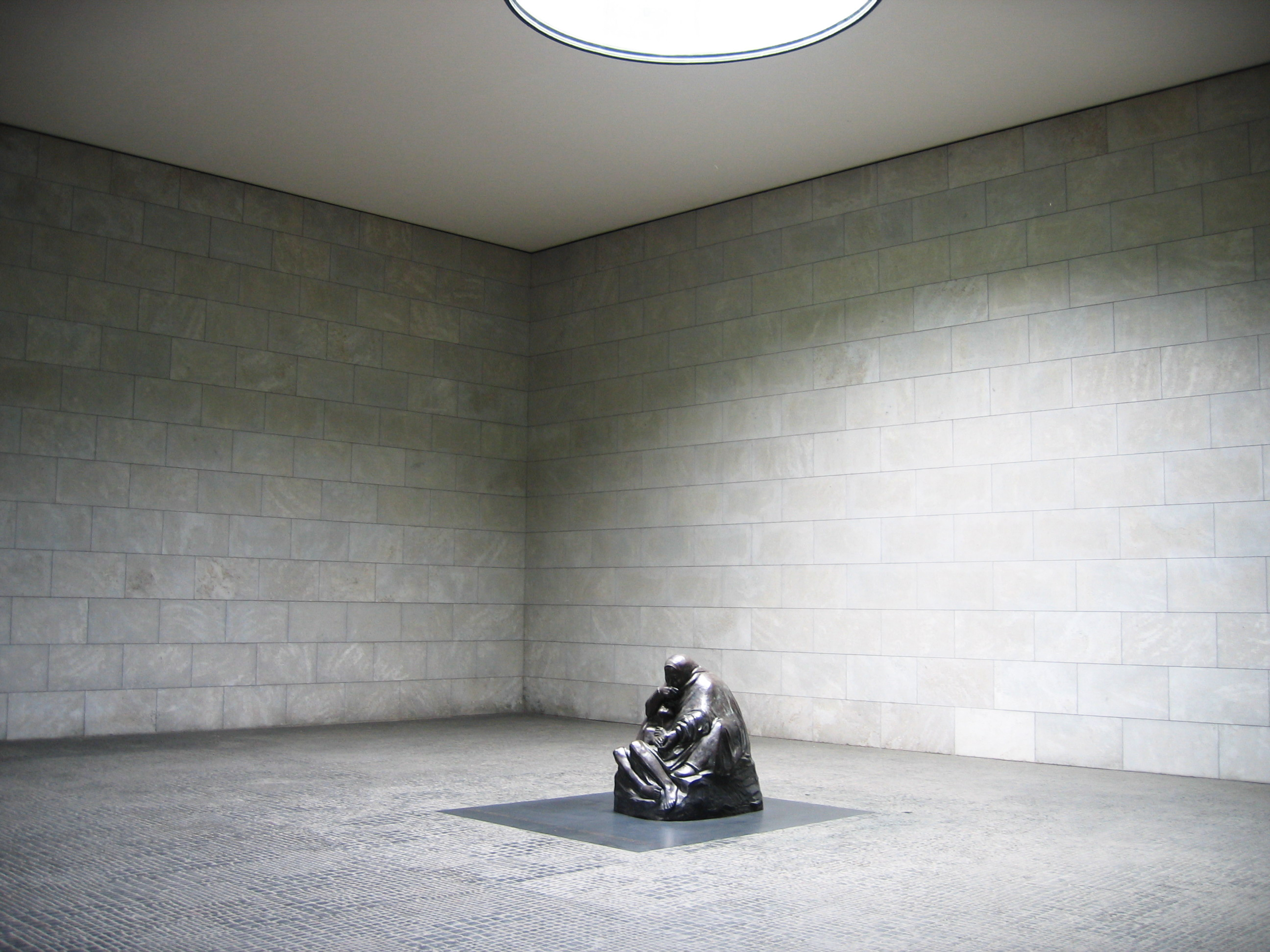
Wnętrze Nowego Odwachu w Berlinie z rzeźbą Käthe Kollwitz